# Granängsringen
Granängsringen est une unité d’habitation de la commune de Tyresö, faisant partie de l’unité urbaine de Stockholm.